# Cubewano

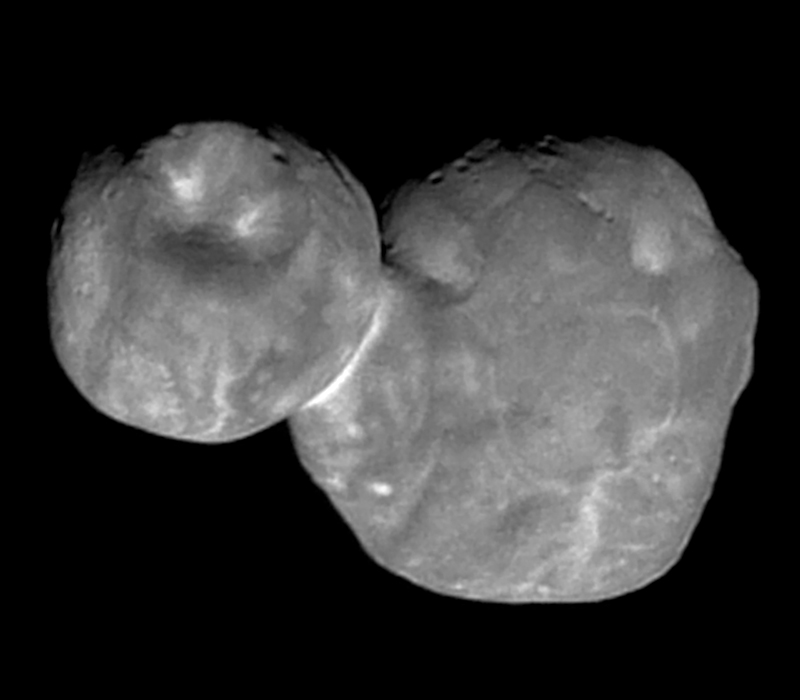
Arrokoth, un cubewano

Un cubewano (también, objeto clásico del cinturón de Kuiper), abreviado CKBO (del inglés classical Kuiper belt object), es un objeto transneptuniano que evoluciona en el cinturón de Kuiper. El nombre tan peculiar proviene del primer objeto de esta clase, el 1992 QB1; los siguientes objetos de esta clase se denominaron al principio los QB1-os, luego "cubewanos". En efecto, QB-1, en inglés, se pronuncia /kju:bi wʌn/.
Estos objetos se ubican a gran distancia de Neptuno y no están controlados por las fuerzas gravitatorias ni de este planeta ni de otros. Sus órbitas, no obstante, se mantienen estables por ser casi circulares, como las de los planetas; a esta similitud con los planetas se debe el nombre de objetos "clásicos" del cinturón de Kuiper. Su radio de revolución promedio se localiza entre las 42 y las 48 UA. La teoría de su formación es idéntica a la de los planetas, por acreción lenta de materia del disco protoplanetario. Sin embargo, la rala densidad de materia detectada en esa región lleva a ciertos científicos a imaginar que dichos objetos se habrían formado más cerca del Sol para emigrar posteriormente a su posición actual, después de la migración de Neptuno.

## Miembros de esta familia
- Albión es el primer objeto transneptuniano descubierto desde el hallazgo de Plutón y Caronte.
- Varuna (900 km), primer gran objeto transneptuniano descubierto en el cinturón.
- Quaoar, que fue el objeto transneptuniano más grande conocido hasta el descubrimiento de Sedna en 2003. Posee un satélite, Weywot.
- 1998 WW31, que fue el primer objeto transneptuniano binario conocido aparte de Plutón y Caronte.
- (58534) Logos, Sobresale por poseer un satélite, Zoé.
- 2014 MU69, provisionalmente llamado Ultima Thule, visitado por la sonda New Horizons en 2019.